# Martin B-26 Marauder
Martin B-26 Marauder byl americký dvoumotorový střední bombardovací letoun s příďovým podvozkem užívaný za druhé světové války. Byl moderně vybaven, avšak pro nezkušené piloty obtížně zvládatelný. Proto dostal nelichotivé přezdívky, jako byly např. Martin Murderer, The Flying Coffin, One-Way Ticket či (patrně nejznámější) The Widow Maker (výrobce vdov).

## Vývoj

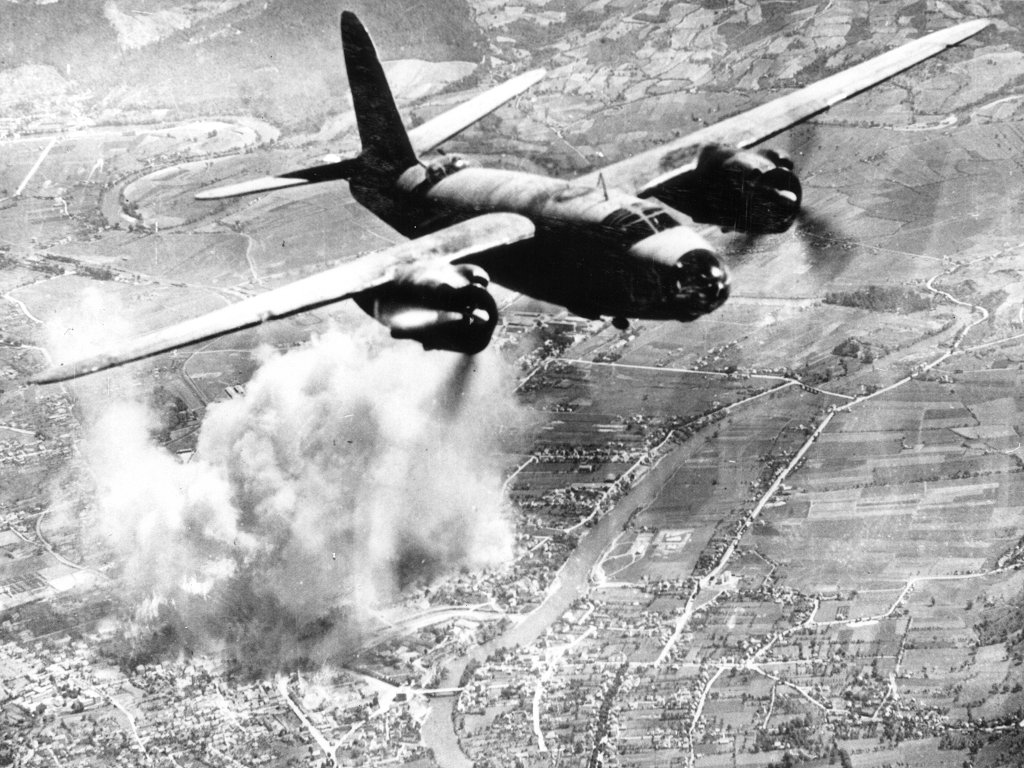
Britský B-26 nad městem Banja Luka během druhé světové války

Počátky vývoje tohoto letounu sahají do března 1939, kdy u firmy Glenn L. Martin na základě oběžníku 39-640 začaly první práce na projektu Model 179. V červenci 1939 letectvo projekt schválilo, a již 10. srpna firma získala smlouvu na stavbu prvních 201 strojů B-26 (ty dostaly přidělena sériová čísla od 40-1361).
První prototyp XB-26 vzlétl v Baltimore 25. listopadu 1940. V září 1940 následovala objednávka na dalších 139 B-26A se samosvornými potahy nádrží a 791 B-26B. Stroje B-26A mohly nést v zadní pumovnici další dvě nádrže na pohonné hmoty, všechny kulomety byly změněny na ráži 12,7 mm a pod trupem mohlo být zavěšeno letecké torpédo. V jednotlivých výrobních blocích byly instalovány mírně odlišné verze motoru R-2800-39 Double Wasp. 52 kusů převzalo Royal Air Force pod označením Marauder Mk.I.
B-26B měl instalován zdvojený kulomet v záďovém střelišti, které dostalo stupňovitý tvar, trup byl prodloužen. Instalované pohonné jednotky byly R-2800-43. U subverze B-26B-3 byly nasávací kanály vzduchu zvětšeny tak, aby pojaly protiprachové filtry. Tato úprava byla montována v některých případech zpětně na dřívější verze. B-26B-4 měl delší příďovou podvozkovou nohu a z 211 exemplářů mělo 141 později vyrobených strojů kulomety v nízko položených bočních okénkách místo spodního střeliště. B-26B-10 měl zvětšené rozpětí o 1,83 m a zvýšenou SOP. V přídi přibyl další kulomet a čtyři další ve schránkách na bocích trupu. B-26B-20 měl v zádi trupu střelecké stanoviště Bell-Martin odlišného tvaru a jeho délka se tak zkrátila o 0.66 m. Ve výrobních blocích B-26B-10 až B-26B-55 bylo vyrobeno 1242 kusů. Dodané letouny RAF a SAAF nesly označení Marauder Mk.IA.
V závodech v Omaze stát Nebraska byly produkovány stroje obdobné verzím B s označením B-26C. Výroba zde byla zahájena koncem roku 1942. U RAF létalo 123 kusů jako Marauder Mk.II.
V Baltimore běžela výroba B-26B do února 1944, avšak od konce roku 1943 zde nabíhala produkce verze B-26F s nastavením křídla zvýšeným o 3,5°. Další menší úpravy v konstrukci a výstroji byly provedeny u verze B-26G. Verze F a G byly u RAF označeny Marauder Mk.III. Společnost Martin dodala také kolem šedesáti cvičných TB-26G. Varianta B-26E nebyla sériově vyráběna.
Letouny určené pro vlekání vzdušných cílů a výcvik byly značeny AT-23A a AT-23B, v letectvu námořnictva a námořní pěchoty pak JM-1. Varianta AT-26G pak v těchže službách JM-2. Dopravní verze nesla označení CB-26B.

## Bojové použití

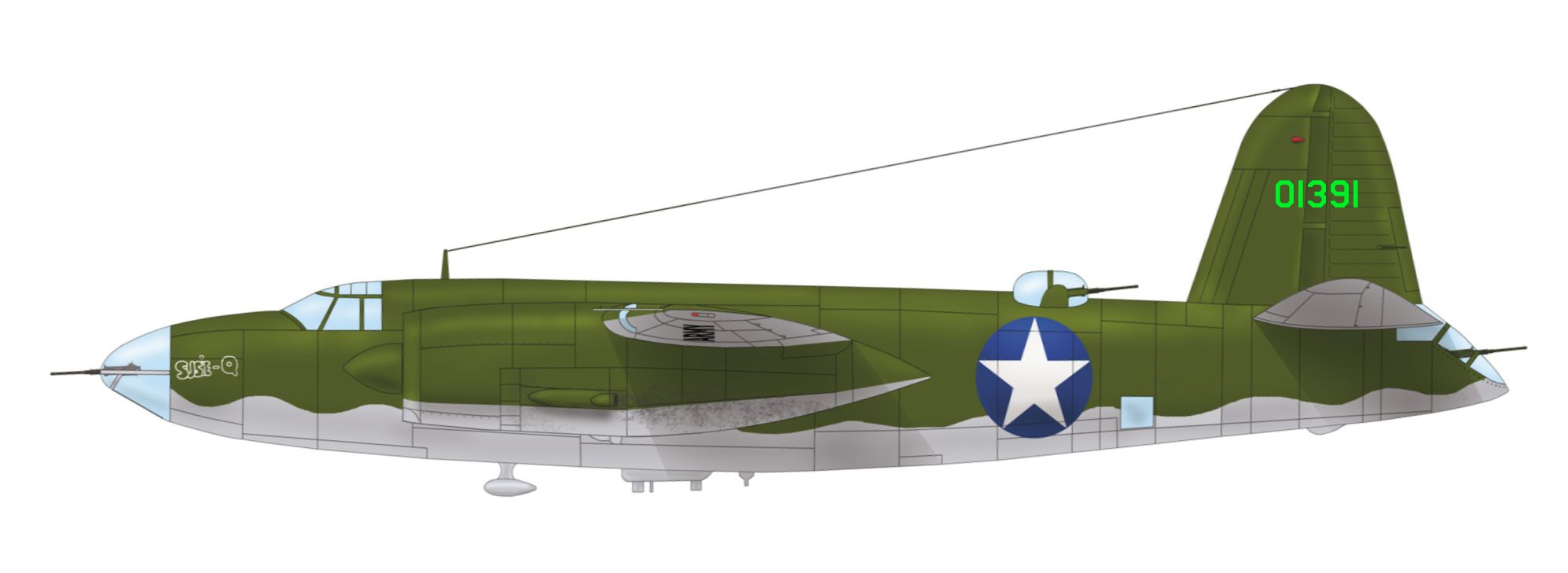
Torpédový bombardér Martin B-26-MA Marauder nazvaný Susie-Q od 18th Reconnaissance Squadron, 22nd Bombardment Group USAAF. Letoun vedl 4. června 1942 při bitvě u Midway do útoku proti japonským letadlovým lodím pilot 1/Lt. James Perry Muri

Do konce roku 1942 působily Maraudery výhradně na pacifickém válčišti, kde byly používány jako torpédové letouny, přičemž nesly jedno torpédo Bliss-Leavitt Mark 13. Působily také v bitvě u Midway. Od února 1943 začaly ze základen ve Velké Británii bombardovat cíle v západní Evropě (především cíle v okupovaném Nizozemsku, Belgii a Francii) a následně se staly nejrozšířenějšími středními bombardovacími letouny v Evropě. 
Kromě amerického letectva mělo B-26 od července 1942 ve výzbroji i britské bombardovací letectvo (522 ks).
Celkový počet ztrát, který činil u letounů B-26 do konce války 0,5% bojových vzletů, je příznivější, než u jakéhokoliv jiného amerického bombardéru (podle údajů z evropského bojiště to bylo 0,701% — Maraudery amerického USAAF v Evropě provedly 129 943 bojových vzletů, přitom bylo ztraceno 911 strojů). Maradeury byly vyřazeny z vojenské služby v roce 1948 a používány k civilním účelům.

## Specifikace (B-26G)

Třípohledový nákres B-26

### Technické údaje
- Osádka: 7 mužů
- Rozpětí: 21,64 m
- Délka: 17,70 m
- Výška: 6,55 m
- Nosná plocha: 61,13 m²
- Hmotnost prázdného letounu: 10 886 kg
- Vzletová hmotnost: 16 782 kg
- Pohonná jednotka: 2 × Vzduchem chlazený přeplňovaný dvouhvězdicový osmnáctiválec Pratt & Whitney R-2800-43 Double Wasp
  - Výkon motoru: 2000 hp (1491,4 kW)

### Výkony
- Maximální rychlost: 453 km/h
- Cestovní rychlost: 347 km/h
- Počáteční stoupavost: 5,1 m/s
- Dostup: 6400 m
- Dolet: 1850 km

### Výzbroj
- 11 × kulomet Browning ráže 12,7 mm
- 1814 kg pum